# IY Гидры
IY Гидры (лат. IY Hydrae) — одиночная переменная звезда в созвездии Гидры на расстоянии (вычисленном из значения параллакса) приблизительно 6022 световых лет (около 1846 парсек) от Солнца. Видимая звёздная величина звезды — от +13,4m до +11,9m.
Одна из немногих очень богатых литием углеродных звезд в нашей галактике**.

## Характеристики
IY Гидры — красный гигант, углеродная пульсирующая медленная неправильная переменная звезда (LB:) или мирида (M) спектрального класса C, или M2III. Светимость — около 33000 солнечных. Эффективная температура — около 3298 K.